# مونیکا فلوگ
مونیکا فلوگ (انگلیسی: Monika Pflug؛ زادهٔ ۱ مارس ۱۹۵۴) اسکیت‌باز سرعت اهل آلمان بود.